# Булгаковська мечеть
Мечеть Алі-Бея Булгакова або Карші-Махаллі (крим. Qarşı mahalli) — мечеть у селі Соколине Бахчисарайського району Криму, побудована в XIX столітті. За радянських часів будівля використовувалася як склад.

## Історія
Будівництво мечеті профінансував колезький асесор і поміщик Алі-бей Булгаков. Таврійське духовне магометанське правління в жовтні 1867 року, розглянувши рапорт, наданий ялтинським повітовим каді, передало в Таврійське губернське правління, що не бачить перешкод для будівництва мечеті. Мечеть була побудована на честь порятунку імператора Олександра II під час замаху 25 травня 1867 року. Будівництво було завершено в 1880-і роки.
Із 1930 року мечеть використовувалася під складське приміщення, яке належало радгоспу. Аж до 1990-х років у приміщенні проживали сезонні робітники, задіяні на збиранні врожаю.
Рішенням Кримоблвиконкому від 22 травня 1979 року мечеть була визнана пам'яткою архітектури. Згідно з постановою Ради Міністрів Криму № 44 від 25 лютого 1997 року мечеть була повернута мусульманській громаді «Карші Маале». Булгаковська мечеть є однією з трьох мечетей в селі Соколине.

## Архітектура
Двоярусну будівлю мечеті зального типу виконана з каменю. Розташована на перетині вулиць. Будівля прямокутна в плані. Розміри — 8,58 на 10,82 метра. До північної стіни прибудовано мінарет. Через перепад висот цоколь різний по висоті. Стіни виконані полігонною кладкою з мармуроподібного вапняку. Вікна та двері з напівциркульним закінченням і клинчастого тісними перемичками. Дах покритий черепицею. Над вхідними дверима, розташованими у східній стіні, є орнамент із виноградною лозою.
Верхівка мінарету була знищена і не збереглася. Спочатку мінарет мав розмір 1,68 на 1 метр і був виконаний зі скошеними кутами, цоколь і частину стовбура — діоритові. Збереглася вбудована дошка в середню частину мінарету, що має напис арабською: «Обладатель благодеяний и благонравий Исмаил-ага, сын Рустема-ага. Год 1229» (1814 рік). Імовірно, дана плита була взята з іншої мечеті, що існувала раніше в Соколиному.

За 60 метрів на південний схід від мечеті розташований фонтан Алі-бея Булгакова.

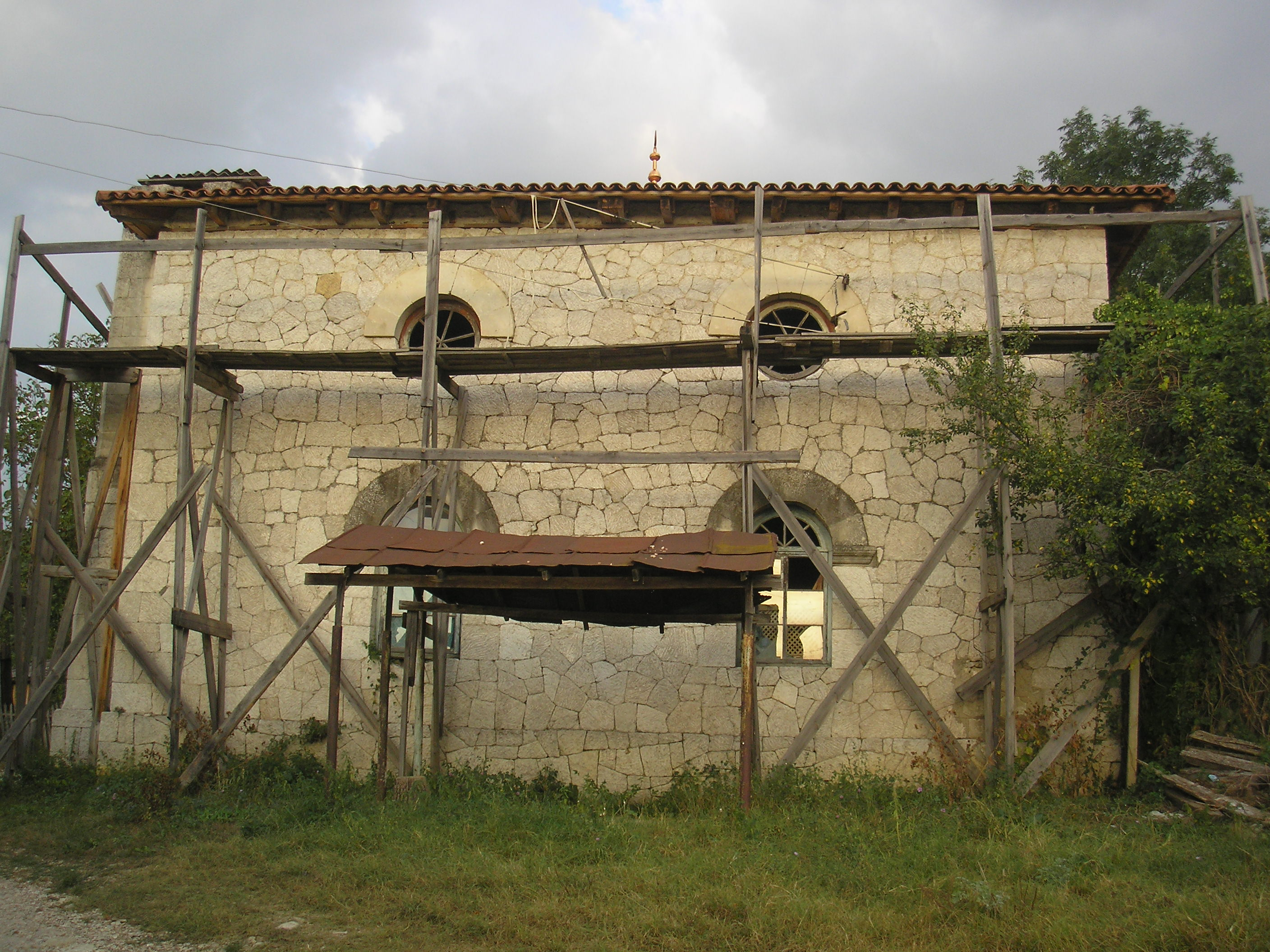
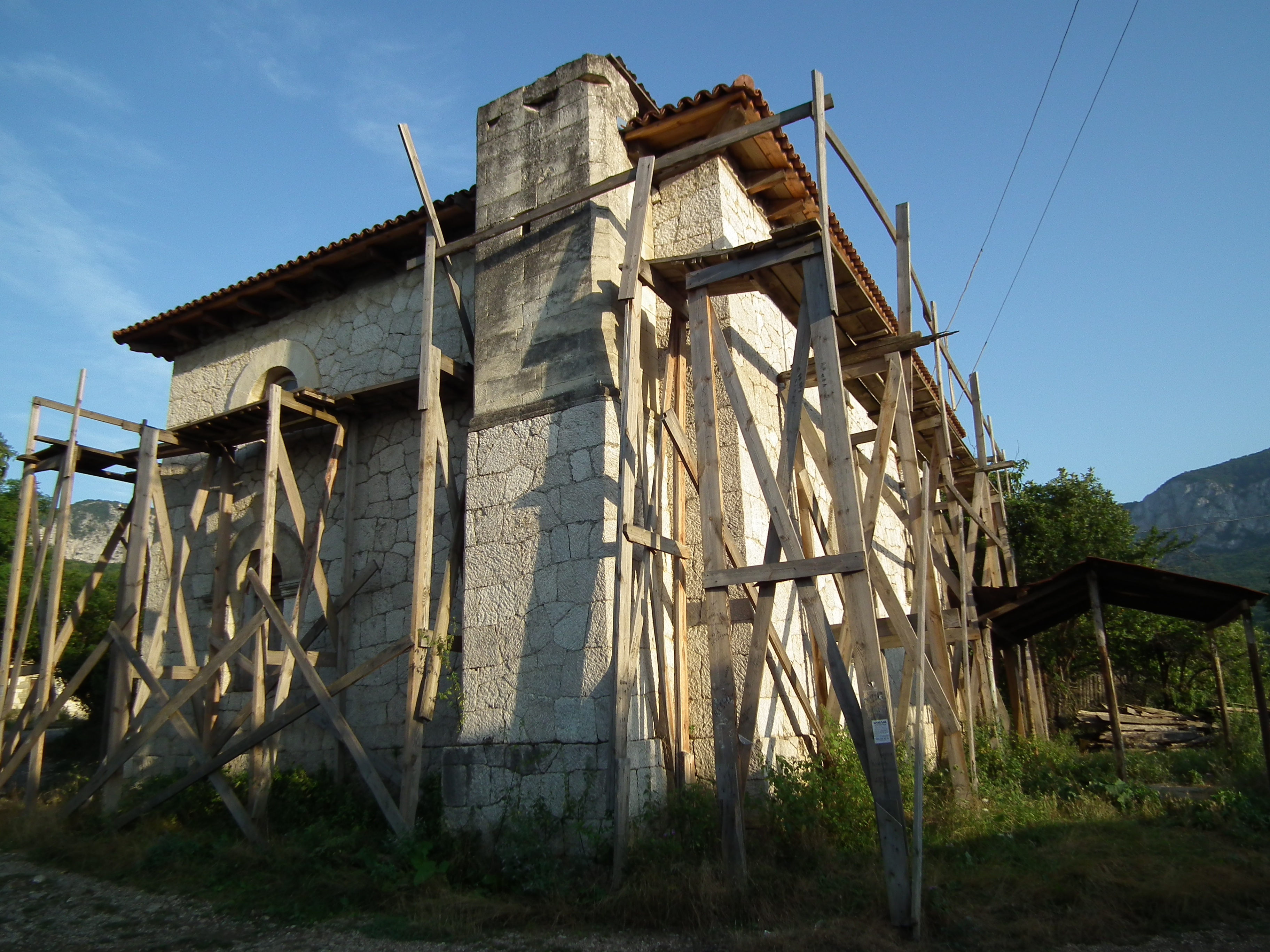
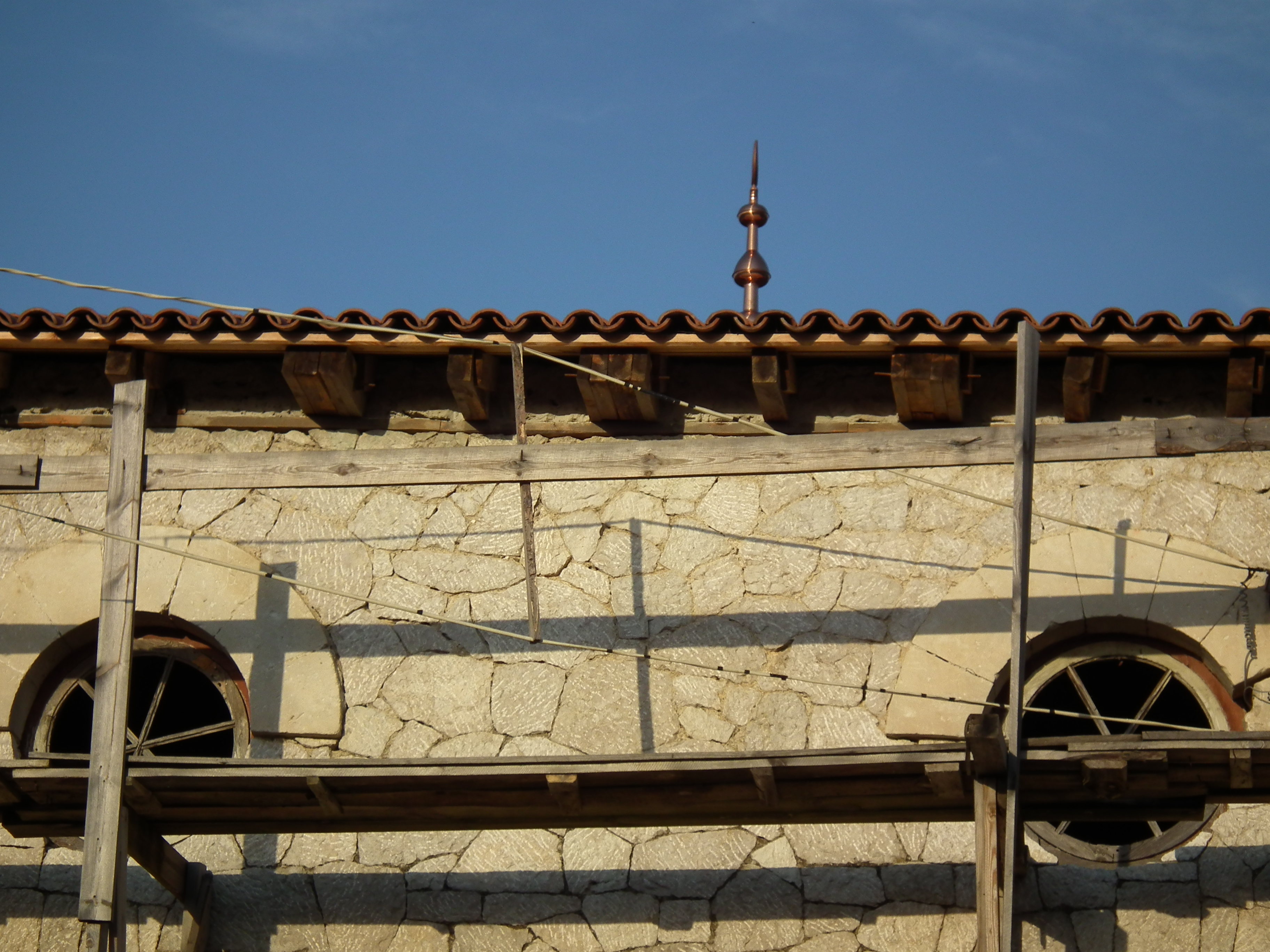
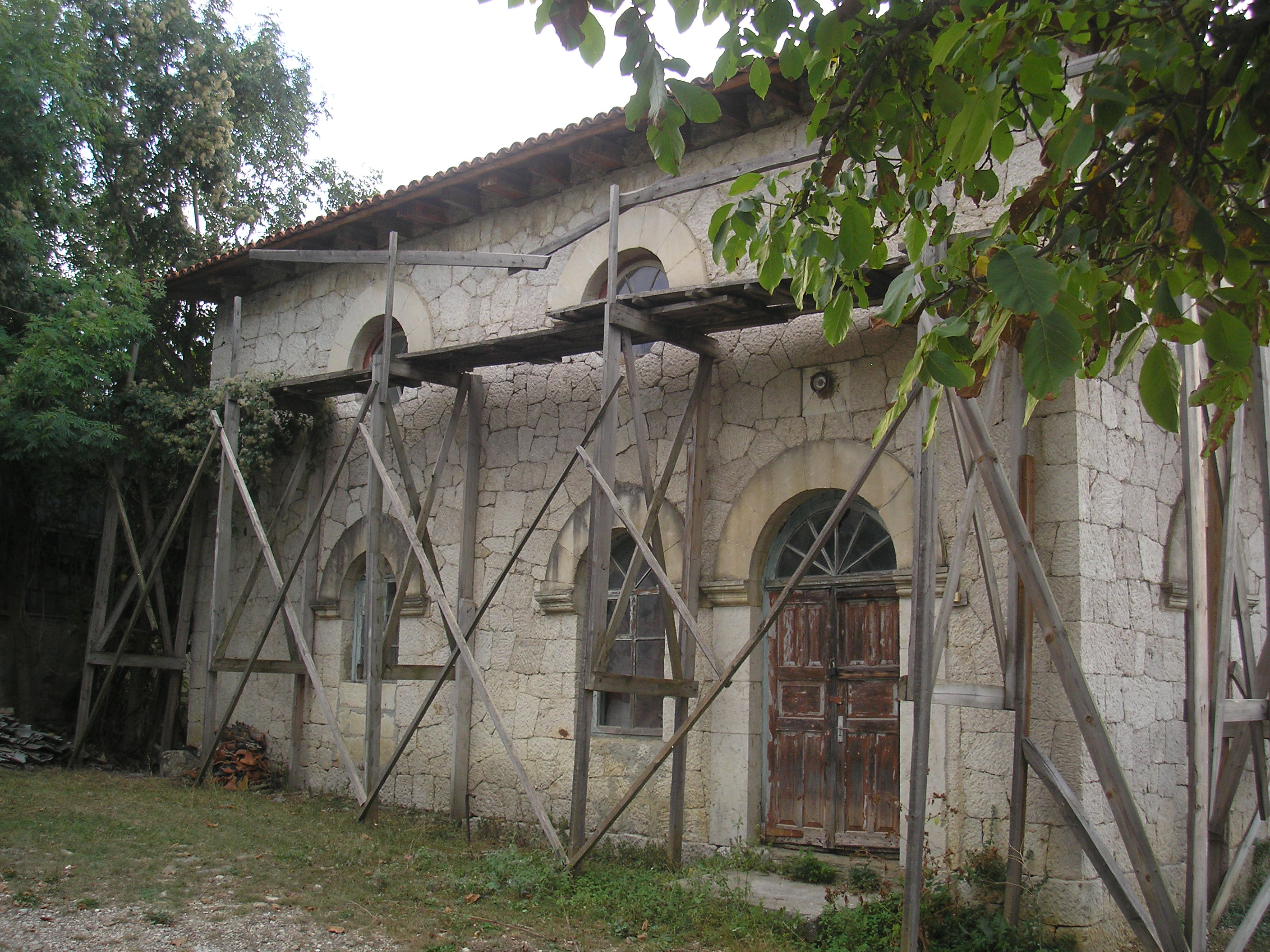